# Tørdragt
En tørdragt er en dragt, som benyttes til dykning, havkajak, windsurfing og som overlevelses dragt for søfolk. En tørdragt lukker helt tæt, så kroppen ikke bliver våd. Dette kombineret med en isolerende inderdragt gør, at man kan opholde sig længe i koldt vand uden at blive underafkølet.
En tørdragt kan være lavet af mange forskellige materialer, eksempelvis neopren og trilaminat. Det mest normale materiale og bruge er trilaminat, da det holder i længere tid end neopren.
Neopren er derimod det mest normale at bruge i en våddragt, da materialet er perfekt til denne form af dragt.